# Chassalia kolly
Chassalia kolly är en måreväxtart som först beskrevs av Heinrich Christian Friedrich Schumacher, och fick sitt nu gällande namn av Frank Nigel Hepper. Chassalia kolly ingår i släktet Chassalia och familjen måreväxter. Inga underarter finns listade i Catalogue of Life.